# Jutta Lau
Jutta Lau (Wustermark 28 september 1955) is een voormalig Oost-Duits roeister.
Lau won tweemaal olympisch goud in de dubbel-vier-met-stuurvrouw in 1976 en 1980. Daarnaast werd Lau ook nog tweemaal wereldkampioen in deze discipline. Lau was in 2000 en 2004 coach van de Duitse vrouwen dubbel-twee en dubbel-vier.

## Resultaten

### Olympische Zomerspelen
| Jaar | Plaats   | Resultaten                       |
| ---- | -------- | -------------------------------- |
| 1976 | Montreal | in de dubbel-vier-met-stuurvrouw |
| 1980 | Moskou   | in de dubbel-vier-met-stuurvrouw |

### Wereldkampioenschappen roeien
| Jaar | Plaats     | Resultaten                          |
| ---- | ---------- | ----------------------------------- |
| 1975 | Nottingham | in de dubbel-vier-met-stuurvrouw    |
| 1978 | Cambridge  | 4e in de dubbel-vier-met-stuurvrouw |
| 1979 | Bled       | in de dubbel-vier-met-stuurvrouw    |

1976: Anke Borchmann & Jutta Lau & Viola Poley & Roswietha Zobelt & Liane Weigelt ·
1980: Sybille Reinhardt & Jutta Ploch & Jutta Lau & Roswietha Zobelt & Liane Buhr·
1984: Maricica Țăran & Anișoara Sorohan & Ioana Badea & Sofia Corban & Ecaterina Oancia